# Vol. 4 Songs in the Key of Love and Hate
 (juillet 2020).
Si vous disposez d'ouvrages ou d'articles de référence ou si vous connaissez des sites web de qualité traitant du thème abordé ici, merci de compléter l'article en donnant les références utiles à sa vérifiabilité et en les liant à la section « Notes et références ».
Volume 4: Songs in the key of love and hate est le sixième album et quatrième album professionnel du groupe de néo-grunge et rock alternatif américain Puddle of Mudd. 
L'album est publié le 8 décembre 2009 en Amérique du Nord et a été enregistré en trois sessions durant l'année 2009. C'est le premier album depuis le retour du guitariste Paul Philips, qui avait quitté le groupe pendant quatre ans et qui remplace Christian Stone. Le premier single de l'album est Spaceship, publié en octobre 2009. Une vidéo pour la chanson fut publiée sur internet le 16 novembre 2009. La chanson The only reason fut déjà publiée pour le dernier album Famous comme chanson bonus limitée avec le titre simplifié Reason.

## Album
Cet album se distance stylistiquement de plus en plus des débuts du groupe enraciné dans le néo-grunge, inspiré par des groupes tels que Nirvana ou Alice in Chains et poursuit le développement des chansons adressées à un plus grand public comme sur l'album Famous qui était un changement radical en comparaison avec le précédent Life On Display.
Avant de sortir un deuxième single de l'album, le groupe publie une toute nouvelle chanson sur iTunes pour le 9 février 2010, intitulée Shook up the world, adressée aux athlètes de l'équipe américaine pour les Jeux olympiques d'hiver de 2010.
Le deuxième single officiel est Stoned, une des chansons les plus acclamées par les fans du groupe de cet album. La sortie était prévue pour le mois de mars 2010 et un clip vidéo fut également produit. En mai 2010, un EP de Stoned est sorti sur i-tunes qui inclut la chanson en version éditée sans baptêmes, une version acoustique et le clip vidéo intégral.
Au mois de juillet sortit un troisième single pour les stations de radio américaines, Keep it together, mais la chanson fut peu jouée aux radios et n'eut pas beaucoup de soutien promotionnel non plus de la part du groupe et son management.

## Liste des titres
1. Stoned - 3:30
2. Spaceship - 3:16
3. Keep it together- 3:52
4. Out of my way - 4:02
5. Blood on the table - 3:13
6. The only reason - 4:07
7. Pitchin' a fit - 3:39
8. Uno mas - 2:59
9. Better place - 4:01
10. Hooky - 3:10
11. Spaceship (acoustique - édition spéciale) - 3:15
12. Better place (acoustique - édition spéciale) - 3:53
13. Stoned (acoustique - édition spéciale) - 3:33
14. Crowsfeet (édition spéciale) - 4:08
15. Living in a dream (édition spéciale sur iTunes) - 4:27
16. Shook up the world (réinitialisation digitale de l'album) - 4:55